# Маанпяа
Маанпяа (фин. Maanpää) — район города Турку, входящий в территориальный округ Хирвенсало-Какскерта.

## Географическое положение
Район расположен в южной прибрежной части острова Хирвенсало, выходя к Архипелаговому морю.

## Население
Район относится к малозаселённым. В 2004 году численность населения составляла 107 человек, из которых дети моложе 15 лет — 18,69 %, а старше 65 лет — 14,95 %. Финским языком в качестве родного владели 94,39 %, шведским — 4,67 %, другими — 0,93 % населения района.